# Анше (Вијена)
Анше (фр. Anché) насеље је и општина у западној Француској у региону Поату-Шарант, у департману Вијена која припада префектури Монморијон.
По подацима из 2011. године у општини је живело 339 становника, а густина насељености је износила 20,89 становника/km². Општина се простире на површини од 16,23 km². Налази се на средњој надморској висини од 142 метара (максималној 157 m, а минималној 92 m).

## Демографија
| 1962. | 1968. | 1975. | 1982. | 1990. | 1999. | 2011. |
| ----- | ----- | ----- | ----- | ----- | ----- | ----- |
| 268   | 341   | 255   | 268   | 283   | 282   | 339   |

График промене броја становника у току последњих година